# گراسیتا مورالس
گراسیتا مورالس (اسپانیایی: Gracita Morales‎؛ ‏ ۱۱ نوامبر ۱۹۲۸ – ۳ آوریل ۱۹۹۵) بازیگر اهل اسپانیا بود.
از فیلم‌ها یا مجموعه‌های تلویزیونی که وی در آن‌ها نقش داشته است، می‌توان به سرقت در ساعت ۳ و صبح بخیر، کنتس کوچک اشاره نمود.